# 熊谷美広
熊谷 美広（くまがい よしひろ、1958年8月22日 - 2022年7月1日）は日本の音楽ライター。京都市中京区出身。血液型はO型。京都市立立誠小学校、同志社中学校・高等学校、同志社大学商学部卒業。二・二六事件の中心的人物のひとりとされる青年将校大蔵栄一は母方の祖父にあたる。

## 経歴
幼少期からテレビの音楽番組を好んで見ていた。自らの意思で音楽にこだわるようになったのは中学生の頃であるという。ラジオの深夜放送で流れていた洋楽に惹かれ、強く興味を持つようになった。お気に入りの楽曲が流れるとカセットテープに録音し、ラジカセで繰り返し聞いて楽しんでいた。中学2年生の頃は井上陽水や吉田拓郎らが全盛期でありフォークソングにも興味を示す。夏休みに購入したガット・ギターで自らも弾き語りを練習した。中学3年生に進級・高校に進学すると友人らの影響から更に深く洋楽の世界の虜になる。
1977年に同志社大学に入学、軽音楽部に所属。その頃からジャズに傾倒し、造詣を深めていく。同年10月、京都のライブハウスでラリー・カールトンのライブ（バンドメンバー：グレッグ・マシソン〈key〉、マイク・ポーカロ〈b〉、ウィリー・オーネラス〈ds〉、五輪真弓〈ゲストvo〉）を鑑賞し、フュージョンに衝撃を受ける。また、これを機に以前よりもジャンルに囚われず、幅広く音楽を聴くようになる。
大学卒業後、ローランドに入社、経理部に配属。翌年、東京営業所に転勤。東京で学生時代のバンド仲間に再会。その友人が（株）立東社が発行していた音楽雑誌『ジャズライフ』の編集部員として働いており、ジャズに造詣の深い熊谷に原稿を依頼した。勤務先の快諾を得て、アルバム・レビューやライブレポートなどの執筆を始めた。
1985年9月、4年半勤めたローランドを退社し、立東社の編集部に転職。
1990年3月末日をもって立東社を退社。フリーのライターとして音楽雑誌やCDのライナーノーツなどの執筆を中心に活動を始める。
1990年頃から、新宿ピット・インにて「ナウズ・ザ・タイム・ワークショップ」というイベントを手掛け、多くの新人ジャズ・ミュージシャンを紹介した。
1995年頃、音楽のジャンルの壁を取り払ったセッションイベントの企画プロデュースを思いつき、金子隆博や池田聡など旧知のミュージシャンらに協力を仰ぐ。1996年3月17日、東京都港区のライブハウス・南青山MANDALAにて「Jam For Joy」を開催。以降、年に3回から4回のペースでコンスタントに行った。
2020年2月、腹部に違和を覚えたため精密検査を受けたところ腸閉塞と診断される。当日夜に緊急手術が行われ、腹部にストーマを造設。術後の入院中に大腸の内視鏡検査を行ったところ、S状結腸に癌が認められた。一旦退院し、同年3月末に再入院。腹腔鏡手術でS状結腸を約20センチ切除する腫瘍摘出手術を受ける。摘出した腫瘍の組織検査の結果はステージ2の状態であったため、投薬による抗癌治療を約半年行った。同年11月、ストーマの閉鎖手術を受けたが、ストーマを装着していた身体の一部がえぐれたようになっていたため陰圧閉鎖療法を行い、約10日で退院。2021年3月と9月の検診の時には再発は認められなかった。
退院後の体調は一進一退であり、また、ひとり暮らしでもあることから、他県在住の姉とLINEを使い日々連絡を交わして安否を報告していた。
2022年7月1日夜から姉への連絡が途絶え、姉の送ったメッセージにも既読表示がつかなくなった。翌7月2日から発生したauの大規模通信障害（「KDDI通信障害」項参照）に苛まれ、スマートフォンでの連絡が取れなかった。姉は熊谷からの連絡を待ったが7月6日朝、警察に相談。管轄の警察が駆けつけて室内に入ったところ、既に死亡している熊谷が発見された。検死の結果、事件性も認められなかったこともあり、体調が急変しての自然死と断定。姉と連絡が取れなくなった7月1日を死亡日と定めた。63歳没。同年7月9日に東京で荼毘に付され、遺骨は実家に安置された。また同日、亡くなったことが関係者らから明らかになった。同年8月17日に四十九日法要が営まれ納骨された。なお、生前から「葬式はしなくて良いが、東京でお別れ会ができたら嬉しい」と口にしていた熊谷の希望を叶えるべくJam For Joyのスタッフが中心となり追悼ライブを企画しており、2023年に「お別れの会」を行う予定である。同ライブの収益は「Jam For Joy 基金」として、佐藤誠吾（元SING LIKE TALKINGドラマー、現在ライブハウスなど多角経営する実業家）が近い将来建設する施設に「熊谷のへや」を儲け、熊谷が保有していた音楽資料（CD、DVD、レコード、書籍など）を収蔵するための諸経費として寄付する予定である。
2022年12月30日、Jam For Joy Vol.79「熊谷美広トリビュート」が南青山MANDALAにて開催された。
熊谷の前年に死去したピアニストの和泉宏隆は長年の友人であり、2022年に和泉の追悼アルバムとして制作された『Unforgotten Saga』のライナーノーツには、同作を熊谷にも捧げる旨の献辞が記されている。

## 人物
- 京都市中京区木屋町四条で料亭を営む家に生まれる。得意客に東映の関係者も多く、鶴田浩二や富司純子らも足繁く通っていたという。
- 小学生の頃に家庭の事情で西大路五条に引っ越したが、転校を拒んだため市営バスで越境通学をしていた。その後、両親は離婚。その1年後に料亭は畳まれた。
- 中学受験をして同志社中学に入学。そのまま同高校・大学へ進学。大学時代は父が再婚相手と岩倉で営んでいた喫茶店でアルバイトをしていた。

## メディア出演

### テレビ
- 熊谷美広のFusion Stuff（2003年 - 2011年、スカパー!プレミアムサービス） - 構成・パーソナリティ
- J-POP COLLECTION（2004年 - 2007年、ミュージック・エア） - 構成・ナレーション

### ラジオ
- 第67回「今日は一日“フュージョン”三昧」（2010年8月15日、NHK-FMラジオ）

## 執筆・プロデュース作品

### おもな執筆活動
おもな音楽雑誌として『ジャズライフ』『ADLIB』『CDジャーナル』『FMステーション』『What's Inn』『CDでーた』『GiGS』等がある。
2000年にフュージョン・ディスク・ガイド本『DISC GUIDE SERIES No.1 FUSION』（シンコー・ミュージック刊）を監修・執筆した。

### プロデュース作品
- 『スウィート・ソウル』ピーター・アースキン（BMGビクター）
- 『アイ・リメンバー・ジャコ』ボブ・ミンツァー（BMGビクター）
- 『ホワット・エルス』ミッチェル・フォアマン（BMGビクター）
- 『VALIS』布川俊樹 （日本クラウン）
- 『ナウズ・ザ・タイム・ワークショップ』 （ファンハウス）

## Jam For Joy
1995年頃に音楽関係者らとの交流の中で「ジャズ、ロック、ポップス、歌謡曲などのそれぞれのジャンルで活動しているミュージシャンが他ジャンルとの交流があまりない」ことを憂い、「普段活動しているフィールドの壁を取り払い、セッションライブを行える場所を提供出来ないか」と思い立つ。その考えに賛同したミュージシャンらの協力もあり、1996年3月17日に「Jam For Joy」の旗揚げライブが行なわれた。
出演するミュージシャンらは、基本的に自身の楽曲を封じ、他者のカバーを演奏する。ジャンルは問わず「楽しむ」ことを掲げた『プロの学園祭』をコンセプトにしている。回を重ねるごとにミュージシャンらの交流の輪が広がり、このセッションを機にユニットを組んだりライブを企画した者も数多い。2021年に25周年を迎えた。その間出演したミュージシャンは延べ400人を数える。毎年12月30日にはJam For Joyが産声をあげたライブハウス・南青山MANDALAにて「忘年会」と称したライブを開催することが恒例となっている。発起人である熊谷が他界した2022年も、その遺志を継ぐべく開催。『Jam For Joy vol.79「熊谷美広トリビュート」』と銘打ち、50人を超えるミュージシャンが集いセッションする。